# Cuniculotinus gramineus
 Cuniculotinus gramineus   (H.M.Hall) Urbatsch, R.P.Roberts & Neubig, 2005  è una specie di piante angiosperme dicotiledoni della famiglia delle Asteraceae, sottofamiglia Asteroideae,  tribù Astereae (North American lineage) e sottotribù Solidagininae.  Cuniculotinus gramineus  è anche l'unica specie del genere  Cuniculotinus  Urbatsch, R.P.Roberts & Neubig, 2005 .

## Etimologia
Il nome generico (Cuniculotinus ) deriva dal latino "cuniculus" (= coniglio) e "tinus" (= arbusto), quindi pennello o spazzola di coniglio (è un nome comunemente usato per le specie di Chrysothamnus nel senso tradizionale). L'epiteto specifico (gramineus) deriva dalla somiglianza con le "erbe" o graminacee.
Il nome scientifico della specie è stato definito dai botanici Harvey Monroe Hall (1874-1932), Lowell Edward Urbatsch (1942-), Roland P. Roberts e Kurt M. Neubig nella pubblicazione " Sida; Contributions to Botany. Dallas; Fort Worth, TX" ( Sida 21(3): 1619) del 2005. Il nome scientifico del genere è stato definito dai botanici Lowell Edward Urbatsch (1942-), Roland P. Roberts e Kurt M. Neubig nella pubblicazione " Sida; Contributions to Botany. Dallas; Fort Worth, TX" ( Sida 21(3): 1618 ) del 2005.

## Descrizione
Portamento. La specie di questa voce ha un habitus di tipo erbaceo, annuale o perenne, anche arbustivo).
Fusto. La parte aerea è eretta, semplice o ramosa. Il caudice è legnoso fino a 1 dm. Altezza media: 2 - 6 dm.
Foglie. Le foglie sono disposte in modo alternato e sessile. La lamina è semplice, margini interi (talvolta orlati con tricomi) con forme da lineari a lanceolate o oblungo-oblanceolate. La consistenza è coriacea. La superficie può essere punteggiata da ghiandole anche stipitate. Le foglie basali sono persistenti; quelle cauline sono ridotte distalmente (si trasformano in brattee lungo i peduncoli dei capolini). Dimensione delle foglie: 30 - 85 x 3 - 9 mm.
Infiorescenza. Le sinflorescenze sono scapose (capolini solitari) che composte da diversi capolini raccolti in formazioni racemose. Le infiorescenze vere e proprie sono composte da un capolino terminale lungamente peduncolato di tipo discoidi. I capolini sono formati da un involucro, con forme da cilindriche a turbinate, composto da 12 - 18 brattee, al cui interno un ricettacolo fa da base ai fiori di due tipi: fiori del raggio (qui mancanti) e fiori del disco. Le brattee, piatte, con forme da ovate o da oblunghe a obovate, indurite alla base e a consistenza cartacea e mucronate nella parte apicale, sono disposte in modo più o meno embricato su 4 - 6 serie. Il ricettacolo, finemente alveolato, è privo di pagliette a protezione alla base dei fiori; la forma è piatta. Dimensione degli involucri: 11 - 17,5 x 3 - 4 mm. 
Fiori.  I fiori sono tetra-ciclici (formati cioè da 4 verticilli: calice – corolla – androceo – gineceo) e pentameri (calice e corolla formati da 5 elementi). Si distinguono in:
- fiori del raggio (esterni): sono assenti;
- fiori del disco (centrali): sono 4 - 7 per capolino con forme brevemente tubulose (attinomorfe); sono ermafroditi o (raramente) funzionalmente maschili.

- Formula fiorale:

*/x K {\displaystyle \infty }, [C (5), A (5)], G 2 (infero), achenio
- Calice: i sepali del calice sono ridotti ad una coroncina di squame.

- Corolla: (solamente fiori del disco) la forma è imbutiforme-tubulare bruscamente divaricata in 5 lobi; i lobi, eretti, hanno una forma triangolare; il colore è giallo o giallo-forte.

- Androceo: l'androceo è formato da 5 stami sorretti da filamenti generalmente liberi; gli stami sono connati e formano un manicotto circondante lo stilo; le teche (produttrici del polline) alla base sono troncate e sono lievemente auricolate (molto raramente sono speronate o hanno una coda); le appendici apicali delle antere hanno delle forme piatte e lanceolate; il tessuto endoteciale (rivestimento interno dell'antera) è quasi sempre polarizzato (con due superfici distinte: una verso l'esterno e una verso l'interno). Il polline è sferico con un diametro medio di circa 25 micron;  è tricolporato (con tre aperture sia di tipo a fessura che tipo isodiametrica o poro) ed è echinato (con punte sporgenti).[13][15]

- Gineceo: l'ovario è infero uniloculare formato da 2 carpelli.[9] Lo stilo (il recettore del polline) è profondamente bifido (con due stigmi divergenti, brevi o lunghi a seconda della specie) e con le linee stigmatiche marginali separate.[16] I due bracci dello stilo sono lineari e papillosi.

Frutti. I frutti sono degli acheni con pappo; 
- achenio: gli acheni, con forme oblunghe e superficie liscia, hanno 5 - 6 nervature longitudinali e sono provvisti di ghiandole e setole con punte a forma di ancora; lunghezza degli acheni: 7 - 9 mm.
- pappo: il pappo è formato da una serie di 80 setole argentate-marrone; lunghezza delle setole: 8 - 10 mm.

## Biologia
Impollinazione: l'impollinazione avviene tramite insetti (impollinazione entomogama tramite farfalle diurne e notturne).

Riproduzione: la fecondazione avviene fondamentalmente tramite l'impollinazione dei fiori (vedi sopra).

Dispersione: i semi (gli acheni) cadendo a terra sono successivamente dispersi soprattutto da insetti tipo formiche (disseminazione mirmecoria). In questo tipo di piante avviene anche un altro tipo di dispersione: zoocoria. Infatti gli uncini delle brattee dell'involucro (se presenti) si agganciano ai peli degli animali di passaggio disperdendo così anche su lunghe distanze i semi della pianta. Inoltre per merito del pappo il vento può trasportare i semi anche a distanza di alcuni chilometri (disseminazione anemocora).

## Distribuzione e habitat
Le specie di questo genere sono distribuite in California e Nevada.

## Sistematica
La famiglia di appartenenza di questa voce (Asteraceae o Compositae, nomen conservandum) probabilmente originaria del Sud America, è la più numerosa del mondo vegetale, comprende oltre 23.000 specie distribuite su 1.535 generi, oppure 22.750 specie e 1.530 generi secondo altre fonti (una delle checklist più aggiornata elenca fino a 1.679 generi). La famiglia attualmente (2021) è divisa in 16 sottofamiglie; la sottofamiglia Asteroideae è una di queste e rappresenta l'evoluzione più recente di tutta la famiglia.

### Filogenesi
La tribù Astereae (una delle 21 tribù della sottofamiglia Asteroideae) comprende circa 40 sottotribù. In base alle ultime ricerche nella tribù sono stati individuati (provvisoriamente) 5 principali lignaggi:
- Basal grade: include alcuni generi isolati, il gruppo "South American-Oceania",  alcune sottotribù africane e il gruppo dei generi legnosi del Madagascar.
- Bellis lineage: comprende le sottotribù eurasiatiche e una sottotribù africana.
- Aster lineage: include i generi asiatici di Asterinae e i principali gruppi dell'Australia e dell'Oceania.
- Baccharis lineage: include alcuni gruppi sudamericani.
- North American lineage: include la vasta gamma di sottotribù del Nordamerica, Messico e alcuni gruppi distribuiti nel Sudamerica.

Il genere  Cuniculotinus  (insieme alla sottotribù Solidagininae ) è incluso nel lignaggio "North American lineage". La sottotribù attualmente è divisa in 6 gruppi informali. Il genere di questa voce appartiene al "Cuniculotinus group". Cuniculotinus gramineus è anche l'unico componente del gruppo.
I caratteri distintivi della specie sono:
- i capolini contengono pochi fiori (non più di 30);
- i fiori del raggio sono assenti;
- le brattee, di media grandezza, sono obovate, larghe più di 2 mm distalmente e con apici retusi o emarginati;
- il pappo è formato da più di 10 setole.

Il numero cromosomico delle specie è: 2n = 18.

### Sinonimi
Sono elencati alcuni sinonimi per questa entità:
- Chrysothamnus gramineus H.M.Hall
- Ericameria graminea  (H.M.Hall) L.C.Anderson
- Petradoria discoidea  L.C.Anderson